# Hrvatski nogometni kup 2009/10
Der Hrvatski nogometni kup 2009/10 war der 19. Wettbewerb um den kroatischen Fußballpokal nach der Loslösung des kroatischen Fußballverbandes aus dem jugoslawischen Fußballverband.
Hajduk Split setzte sich in zwei Finalspielen gegen HNK Šibenik durch. Es war Hajduks 5. Pokalsieg im unabhängigen Kroatien und der 14. insgesamt.

## Modus
Ab dem Viertelfinale einschließlich des Finales wurden jeweils Hin- und Rückspiele ausgetragen. Bei gleicher Anzahl an Toren aus beiden Spielen kam die Mannschaft weiter, die auswärts mehr Tore erzielt hatte. Herrschte auch hier Gleichstand, wurde ein Elfmeterschießen zur Ermittlung des Siegers ausgetragen.

## Teilnehmer
An der Vorrunde
- 21 Sieger des Bezirkspokals
- 11 Finalisten des Bezirkspokals aus den Fußballverbänden mit der größten Anzahl registrierter Fußballclubs

| Bezirk              | Sieger                 | Finalist                      |
| ------------------- | ---------------------- | ----------------------------- |
| Bjelovar-Bilogora   | NK Mladost Ždralovi    | NK Bjelovar                   |
| Brod-Posavina       | Croatia Slavonski Brod | NK Slavonac CO Stari Perkovci |
| Dubrovnik-Neretva   | NK Konavljanin Čilipi  |                               |
| Istrien             | NK Rudar Labin         | NK Rovinj                     |
| Karlovac            | NK Karlovac            |                               |
| Koprivnica-Križevci | NK Koprivnica          | NK Podravac Virje             |
| Krapina-Zagorje     | NK Gaj Mače            |                               |
| Lika-Senj           | NK Nehaj Senj          |                               |
| Međimurje           | NK Mladost Prelog      | Međimurje Čakovec             |
| Osijek-Baranja      | NK Olimpija Osijek     | NK Grafičar Vodovod Osijek    |
| Požega-Slawonien    | NK Lipik               |                               |

| Bezirk               | Sieger                  | Finalist                |
| -------------------- | ----------------------- | ----------------------- |
| Primorje-Gorski      | HNK Orijent 1919        |                         |
| Sisak-Moslavina      | HNŠK Moslavina Kutina   | NK BSK Budaševo         |
| Split-Dalmatien      | RNK Split               |                         |
| Šibenik-Knin         | NK Krka Lozovac         |                         |
| Varaždin             | NK Podravina Ludbreg    | NK Plitvica Gojanec     |
| Virovitica-Podravina | HNK Suhopolje           |                         |
| Vukovar-Syrmien      | NK Graničar Županja     | NK Vuteks-Sloga Vukovar |
| Zadar                | HNK Velebit Benkovac    |                         |
| Stadt Zagreb         | NK Hrvatski dragovoljac | NK Croatia Sesvete      |
| Zagreb               | NK Bistra               | NK Dugo Selo            |

Am Sechzehntelfinale
- Die 16 punktbesten Vereine der Fünfjahres-Pokalwertung. (63 Punkte für den Pokalsieger, 31 für den unterlegenen Finalisten, 15 für die Halbfinalisten, 7 für die Viertelfinalisten, 3 für die Achtelfinalisten und 1 Punkt für die Sechzehntelfinalisten.)

| - 1. Dinamo Zagreb (199) - 2. HNK Rijeka (159) - 3. Hajduk Split (99) - 4. NK Varteks Varaždin (93) | - 5. NK Slaven Belupo (55) - 6. NK Osijek (35) - 7. Cibalia Vinkovci (33) - 8. NK Kamen Ingrad Velika 1 (27) | - 09. NK Zagreb (24) - 10. Inter Zaprešić (19) - 11. NK Istra 1961 (17) - 12. HNK Segesta Sisak (14) | - 13. NK Pomorac Kostrena (14) - 14. HNK Šibenik (9) - 15. NK Belišće (9) - 16. NK Vinogradar Lokošin Dol (9) - 17. NK Naftaš HAŠK Zagreb (8) |

## Ergebnisse

### Vorrunde
Die Spiele fanden am 25. und 26. August 2009 statt.
|                            | Ergebnis              |                               |
| -------------------------- | --------------------- | ----------------------------- |
| Međimurje Čakovec          | 2:0                   | NK Hrvatski dragovoljac       |
| NK Rovinj                  | 0:1                   | HNŠK Moslavina Kutina         |
| NK Bjelovar                | 0:1                   | RNK Split                     |
| NK Grafičar Vodovod Osijek | 0:6                   | NK Karlovac                   |
| Croatia Slavonski Brod     | 5:1                   | NK Bistra                     |
| NK Krka Lozovac            | 0:1                   | NK Plitvica Gojanec           |
| HNK Orijent 1919           | 2:1                   | NK Podravina Ludbreg          |
| NK Mladost Ždralovi        | 0:5                   | NK Slavonac CO Stari Perkovci |
| NK Vuteks-Sloga Vukovar    | 2:4                   | NK Rudar Labin                |
| NK Gaj Mače                | 2:5                   | NK Croatia Sesvete            |
| NK Koprivnica              | 0:0 n. V. (2:4 i. E.) | NK Nehaj Senj                 |
| HNK Velebit Benkovac       | 3:2                   | NK Olimpija Osijek            |
| NK Graničar Županja        | 2:0                   | NK Podravac Virje             |
| NK Mladost Prelog          | 2:4                   | NK Lipik                      |
| NK Konavljanin Čilipi      | 3:1                   | NK Dugo Selo                  |
| HNK Suhopolje              | 7:0                   | NK BSK Budaševo               |

### Sechzehntelfinale
Die Spiele fanden zwischen dem 22. und 29. September 2009 statt.
|                               | Ergebnis              |                       |
| ----------------------------- | --------------------- | --------------------- |
| HNK Orijent 1919              | 1:2                   | NK Zagreb             |
| NK Rudar Labin                | 5:2                   | Cibalia Vinkovci      |
| NK Slavonac CO Stari Perkovci | 1:5                   | NK Pomorac Kostrena   |
| HNK Suhopolje                 | 2:2 n. V. (8:9 i. E.) | Inter Zaprešić        |
| NK Plitvica Gojanec           | 0:4                   | Dinamo Zagreb         |
| Croatia Slavonski Brod        | 0:2                   | HNK Rijeka            |
| NK Lipik                      | 3:5                   | Hajduk Split          |
| HNK Velebit Benkovac          | 0:2                   | NK Varteks Varaždin   |
| RNK Split                     | 0:2                   | NK Slaven Belupo      |
| NK Graničar Županja           | 1:3                   | NK Osijek             |
| NK Nehaj Senj                 | 0:1 n. V.             | HNK Segesta Sisak     |
| NK Croatia Sesvete            | 0:1                   | NK Istra 1961         |
| NK Karlovac                   | 3:0                   | NK Naftaš HAŠK Zagreb |
| HNŠK Moslavina Kutina         | 2:0                   | NK Konavljanin Čilipi |
| NK Vinogradar Lokošin Dol     | 4:1 n. V.             | Međimurje Čakovec     |
| NK Belišće                    | 0:3                   | HNK Šibenik           |

### Achtelfinale
Die Spiele fanden am 27. und 28. Oktober 2009 statt.
|                     | Ergebnis  |                           |
| ------------------- | --------- | ------------------------- |
| Dinamo Zagreb       | 4:1       | NK Vinogradar Lokošin Dol |
| HNK Šibenik         | 4:0       | HNK Rijeka                |
| Hajduk Split        | 5:1       | HNŠK Moslavina Kutina     |
| NK Varteks Varaždin | 2:1       | NK Karlovac               |
| NK Istra 1961       | 0:1       | NK Slaven Belupo          |
| NK Zagreb           | 3:1       | HNK Segesta Sisak         |
| NK Pomorac Kostrena | 9:0       | NK Rudar Labin            |
| NK Osijek           | 1:0 n. V. | Inter Zaprešić            |

### Viertelfinale
Die Hinspiele fanden am 24. und 25. November 2009 statt, die Rückspiele am 9. Dezember.
|                     | Gesamt |                     | Hinspiel | Rückspiel |
| ------------------- | ------ | ------------------- | -------- | --------- |
| NK Slaven Belupo    | 1:6    | NK Varteks Varaždin | 1:4      | 0:2       |
| NK Zagreb           | 1:4    | Hajduk Split        | 0:0      | 1:4       |
| NK Osijek           | 1:5    | HNK Šibenik         | 1:1      | 0:4       |
| NK Pomorac Kostrena | 2:5    | Dinamo Zagreb       | 0:2      | 2:3       |

### Halbfinale
Die Hinspiele fanden am 24. März 2010 statt, die Rückspiele am 7. April.
|               | Gesamt |                     | Hinspiel | Rückspiel |
| ------------- | ------ | ------------------- | -------- | --------- |
| HNK Šibenik   | 2:0    | NK Varteks Varaždin | 0:0      | 2:0       |
| Dinamo Zagreb | 0:1    | Hajduk Split        | 0:0      | 0:1       |

### Finale

#### Hinspiel
| Hajduk Split                             | Hajduk Split | HNK Šibenik | HNK Šibenik |
| ---------------------------------------- | --- | --- | ----------- |
| Hajduk Split                             | \| 21. April 2010 in Split (Stadion Poljud) \| \| Ergebnis: 2:1 (0:0) \| \| Zuschauer: 15.000 \| \| Schiedsrichter: Draženko Kovačvić \| \| Spielbericht \| | \| 21. April 2010 in Split (Stadion Poljud) \| \| Ergebnis: 2:1 (0:0) \| \| Zuschauer: 15.000 \| \| Schiedsrichter: Draženko Kovačvić \| \| Spielbericht \|                                                                       | HNK Šibenik |
| Hajduk Split                             | Danijel Subašić – Jurica Buljat, Mario Maloča, Mirko Oremuš (61. Mario Tičinović), Ivan Strinić – Josip Skoko, Marin Ljubičić, Florin Cernat (70. Srđran Andrić), Anas Sharbini (83. Marin Tomasov) – Senijad Ibričić, Ante Vukušić Cheftrainer: Stanko Poklepović | Goran Blažević – Velimir Vidić, Igor Budiša, Ante Bulat, Ivan Elez – Zeni Husmani, Arijan Ademi, Stipe Bačelić-Grgić (88. Sandro Bloudek), Mehmed Alispahić – Ivan Fuštar (74. Ivan Božić), Ermin Zec Cheftrainer: Branko Karačić | HNK Šibenik |
| Hajduk Split                             | 1:0 Mario Tičinović (62.) 2:1 Senijad Ibričić (88.) | 1:1 Ermin Zec (65. Foulelfmeter) | HNK Šibenik |
| Hajduk Split                             | Ljubičić (72.), Vukušić (90.) | Bulat (23.), Elez (74.), Husmani (83.), Budiša (84), Alispahić (87.), | HNK Šibenik |
| Hajduk Split                             | Blažević hält Foulelfmeter von Ibričić (44.) | | HNK Šibenik |
| 21. April 2010 in Split (Stadion Poljud) | | |             |
| Ergebnis: 2:1 (0:0)                      | | |             |
| Zuschauer: 15.000                        | | |             |
| Schiedsrichter: Draženko Kovačvić        | | |             |
| Spielbericht                             | | |             |

#### Rückspiel
| HNK Šibenik                                | HNK Šibenik | Hajduk Split | Hajduk Split |
| ------------------------------------------ | --- | --- | ------------ |
| HNK Šibenik                                | \| 5. Mai 2010 in Šibenik (Stadion Šubićevac) \| \| Ergebnis: 0:2 (0:1) \| \| Zuschauer: 5.500 \| \| Schiedsrichter: Domagoj Vučkov \| \| Spielbericht \|                                                                                            | \| 5. Mai 2010 in Šibenik (Stadion Šubićevac) \| \| Ergebnis: 0:2 (0:1) \| \| Zuschauer: 5.500 \| \| Schiedsrichter: Domagoj Vučkov \| \| Spielbericht \| | Hajduk Split |
| HNK Šibenik                                | Goran Blažević – Ante Bulat, Velimir Vidić, Igor Budiša, Ivan Medvid – Sandro Bloudek (62. Ivan Elez), Stipe Bačelić-Grgić, Arijan Ademi, Zeni Husmani, (71. Antonio Jakoliš) – Jusuf Dajić (46. Ivan Fuštar), Ermin Zec Cheftrainer: Branko Karačić | Danijel Subašić – Ivan Strinić, Jurica Buljat, Mario Maloča, Mirko Oremuš (46. Marin Ljubičić) – Srđran Andrić, Josip Skoko (79. Boris Pandža), Goran Rubil, Anas Sharbini (85. Mario Tičinović) – Senijad Ibričić, Ante Vukušić Cheftrainer: Stanko Poklepović | Hajduk Split |
| HNK Šibenik                                | 0:1 Ante Vukušić (16.) 0:2 Senijad Ibričić (90.+3') | | Hajduk Split |
| HNK Šibenik                                | Bloudek (39.), Zec (89.), Bulat (90.+2') | Skoko (78.) | Hajduk Split |
| 5. Mai 2010 in Šibenik (Stadion Šubićevac) | | |              |
| Ergebnis: 0:2 (0:1)                        | | |              |
| Zuschauer: 5.500                           | | |              |
| Schiedsrichter: Domagoj Vučkov             | | |              |
| Spielbericht                               | | |              |

## Torschützenliste
| Pl. | Name            | Mannschaft     | Tore |
| --- | --------------- | -------------- | ---- |
| 01. | Senijad Ibričić | Hajduk Split   | 8    |
| 02. | Ermin Zec       | Hajduk Split   | 6    |
| 03. | Marko Lepinjica | NK Rudar Labin | 5    |
| 04. | Andrej Kramarić | Dinamo Zagreb  | 4    |
| 04. | Mario Tičinović | Hajduk Split   | 4    |
| 04. | Niko Tokić      | NK Karlovac    | 4    |